# Lộc Nam
Lộc Nam là một xã thuộc huyện Bảo Lâm, tỉnh Lâm Đồng, Việt Nam.

## Địa lý
Xã Lộc Nam có vị trí địa lý:
- Phía đông giáp huyện Di Linh
- Phía tây giáp xã Lộc Thành
- Phía nam giáp tỉnh Bình Thuận
- Phía bắc giáp xã Lộc Thành và xã Tân Lạc.

Xã Lộc Nam có diện tích 70,10 km², dân số năm 2022 là 14.820 người, mật độ dân số đạt 211 người/km².

## Hành chính
Xã Lộc Nam được chia thành 10 thôn: 1, 2, 3, 4, 5, 6, 7, 8, 9, 10.

## Lịch sử
Ngày 11 tháng 7 năm 1994, Chính phủ ban hành Nghị định số 65-CP về việc chuyển xã Lộc Nam thuộc huyện Bảo Lộc cũ về huyện Bảo Lâm mới thành lập quản lý.